# 懷科夫 (新澤西州)
懷科夫（英語：Wyckoff）是位於美國新澤西州伯根縣的一個鎮區。

## 地方資料
懷科夫的面積為17.22平方千米，當中陸地面積為17.07平方千米，而水域面積為0.15平方千米。根據2020年美國人口普查的數據，當地共有人口16585人，而人口密度為每平方千米963.12人。